# Norique (langue)

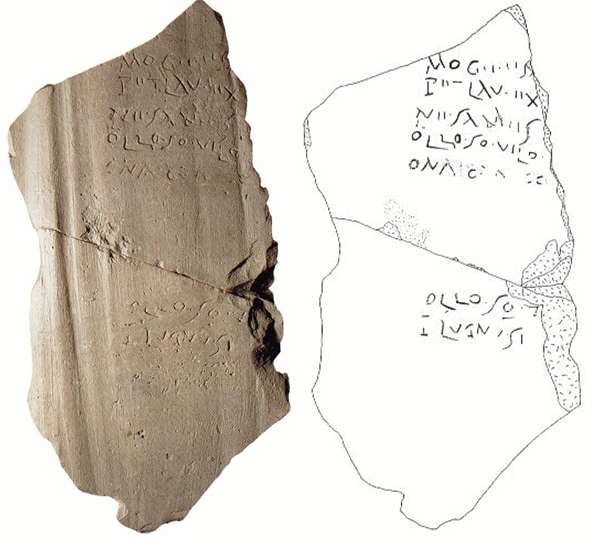
Inscription de Grafenstein

Le norique était une langue soit celtique ou soit germanique (selon ce que laisse entrevoir le casque de Negau). Il est attesté[réf. souhaitée] dans deux inscriptions fragmentaires de la province romaine de Norique (l'une à Grafenstein en Autriche et l'autre à Ptuj en Slovénie), lesquelles ne fournissent pas assez d'informations pour déterminer la nature exacte de la langue. En raison des faibles données, il est impossible d'avoir une idée de ses réalisations concrètes.